# Campeonato Mundial de Xadrez de 1908
O Campeonato Mundial de Xadrez de 1908 foi a 8ª edição do campeonato mundial, disputada entre o atual campeão Emanuel Lasker e o desafiante Siegbert Tarrasch. Lasker venceu Tarrasch e manteve o título.

## Cenário inicial

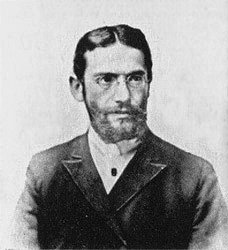
Siegbert Tarrasch, o desafiante

Tarrash foi considerado um dos maiores enxadristas de seu tempo e o sucessor natural de Steinitz. Lasker o havia desafiado na década de 1890 para um confronto mas Tarrasch se recusou levando Lasker a desafiar Steinitz. Esta recusa por parte de Tarrasch levou a demora para que novos termos para um confronto fossem acordados.

## A partida
Após uma tentativa frustrada em 1905, finalmente o confronto arranjado. Os jogos foram realizados em Düsseldorf e Munique entre 17 de agosto e 30 de dezembro de 1908 e foi considerado por muitos como a partida de xadrez mais emocionante da história até aquela data. Assim como no evento anterior o primeiro a conquistar oito vitórias seria o campeão. LAsker alcançou o feito após no 16º jogo.

## Resultado
|                   | 1 | 2 | 3 | 4 | 5 | 6 | 7 | 8 | 9 | 10 | 11 | 12 | 13 | 14 | 15 | 16 | Vitórias |
| ----------------- | - | - | - | - | - | - | - | - | - | -- | -- | -- | -- | -- | -- | -- | -------- |
| Emanuel Lasker    | 1 | 1 | 0 | 1 | 1 | = | 1 | = | = | 0  | 1  | 0  | 1  | =  | =  | 1  | 8        |
| Siegbert Tarrasch | 0 | 0 | 1 | 0 | 0 | = | 0 | = | = | 1  | 0  | 1  | 0  | =  | =  | 0  | 3        |